# Municipio de Adams (condado de Carroll)
El municipio de Adams (en inglés: Adams Township) es un municipio ubicado en el condado de Carroll en el estado estadounidense de Indiana. En el año 2010 tenía una población de 516 habitantes y una densidad poblacional de 7,67 personas por km².

## Geografía
El municipio de Adams se encuentra ubicado en las coordenadas 40°42′13″N 86°36′39″O / 40.70361, -86.61083. Según la Oficina del Censo de los Estados Unidos, el municipio tiene una superficie total de 67.32 km², de la cual 66,48 km² corresponden a tierra firme y (1,25 %) 0,84 km² es agua.

## Demografía
Según el censo de 2010, había 516 personas residiendo en el municipio de Adams. La densidad de población era de 7,67 hab./km². De los 516 habitantes, el municipio de Adams estaba compuesto por el 97,29 % blancos, el 0,19 % eran amerindios, el 0,19 % eran asiáticos, el 0,39 % eran de otras razas y el 1,94 % eran de una mezcla de razas. Del total de la población el 2,13 % eran hispanos o latinos de cualquier raza.